# Rômulo Souza Orestes Caldeira
Rômulo Souza Orestes Caldeira (Pelotas, 22 mei 1987) - alias Rômulo – is een Italiaans-Braziliaans voetballer die doorgaans als centrale middenvelder speelt. Hij verruilde ACF Fiorentina in juli 2014 voor Hellas Verona, dat hem in het voorgaande seizoen al huurde.

## Clubcarrière
Rômulo speelde in Brazilië voor Caxias, EC Juventude, Metropolitano, Chapecoense, EC Santo André, Cruzeiro EC en CA Paranaense. Op 29 juni 2011 haalde ACF Fiorentina Romûlo voor 2,5 miljoen euro weg bij Cruzeiro. In zijn eerste seizoen kwam hij tot 10 optredens in de Serie A, het seizoen erna speelde hij het dubbele aantal competitiewedstrijden. Gedurende het seizoen 2013/14 wordt hij uitgeleend aan promovendus Hellas Verona. In 2014 nam Hellas Verona de middenvelder voor 3,5 miljoen euro over van Fiorentina. In augustus 2014 werd bekend dat hij voor één seizoen werd verhuurd aan Juventus, dat een optie tot koop bedong.

## Interlandcarrière
Rômulo werd geboren in het Braziliaanse Pelotas. Echter mag hij ook voor Italië uitkomen. In april 2014 werd hij opgeroepen voor Italië door toenmalig bondscoach Cesare Prandelli. Op 13 mei 2014 stond Rômulo's naam op de voorlopige lijst met 30 namen die kans maken op een plek in de selectie voor het WK 2014. Op 1 juni 2014 werd bekend dat hij niet tot de definitieve selectie voor het WK behoorde.

## Erelijst
| Kampioen Serie A | 1x | 2014/15 |